# Slando
Slando — портал бесплатных объявлений для частных лиц, принадлежащий английской компании Slando Ltd и основанный Саймоном Крукалом и Майклом Пеннингтоном в 2006 году.

## История Slando
Идея создания Интернет-сайта бесплатных объявлений Slando принадлежит бывшим банковским сотрудником Саймону Круколлу и Майклу Пеннингтону. В 2000 году они создали в Великобритании проект Gumtree.com, который за пять лет работы занял достойную нишу и обеспечил себя ежемесячной миллионной аудиторией уникальных пользователей портала. Помимо Великобритании основатели Gumtree.com запустили похожие проекты в Новой Зеландии, Южной Африке и Австралии. В 2005 году Круколл и Пеннингтон продали Gumtree.com американской компании eBay.
Однако удачно начатый бизнес бросать компаньоны не захотели и принялись вместе с eBay создавать новый проект — Slando. Офис компании Slando Ltd партнёры открыли в Лондоне, но развивать свой бизнес решили по всему миру. В 2006 году в России появилась первая доска бесплатных объявлений Slando. Постепенно лондонский офис обрастал русским колоритом. Генеральным директором Slando стал Константин Калабин, а директором по маркетингу — Андрей Добрынин.

### Даты и события
- 2007 год — Компания Slando Ltd вышла на украинский рынок. Это был благоприятный период для развития Slando на территории Украины: многие местные сайты объявлений находились не в самом выгодном положении и были крайне неудобными для пользователей.
- март 2013 года — Было объявлено об объединении российской версии Slando (архивная версия) и двух других сайтов бесплатных объявлений — OLX и Avito — под единым брендом Avito[6].
- 15 сентября 2014 года — украинская версия сайта Slando была переименована в olx.ua[7].